# کارآگاه جوان دی: ظهور اژدهای دریایی
کارآگاه جوان دی: ظهور اژدهای دریایی (به چینی: 狄仁傑之神都龍王) یک فیلم سینمایی چینی محصول سال ۲۰۱۳ در ژانر فیلم اکشن، ماجراجویی، فانتزی و معمایی به کارگردانی و نویسندگی تسوی هارک است. این فیلم ادامه کاراگاه دی:راز شبح آتشین است.

## داستان
در سال ۶۶۰، ناوگان چینی در دریای چین شرقی مورد حمله یک هیولای مرموز دریایی قرار می‌گیرد و بسیاری از کشتی‌ها را نابود می‌کند و بقیه به شدت آسیب می‌بیند. ملکه وو زتیان (کارینا لاو) یوچی (فنگ شائوفنگ)، یکی از اعضای وزارت دادگستری را متهم می‌کند تا حملات هیولاهای دریایی را بررسی کند و در صورت عدم موفقیت در ده روز اعدام شود…